# Millettia sericantha
Millettia sericantha é uma espécie vegetal da família Fabaceae.
Apenas pode ser encontrada na Tanzânia.